# Kasparyania honesta
Kasparyania honesta är en stekelart som beskrevs av Narolsky 1990. Kasparyania honesta ingår i släktet Kasparyania och familjen brokparasitsteklar. Inga underarter finns listade i Catalogue of Life.